# L² Кормы
L2 Кормы — звезда в созвездии Кормы, один из ближайших к Солнцу красных гигантов. Находится на расстоянии около 135 парсек.
Пыль вокруг L2 Кормы образует диск, видимый с Земли почти точно с ребра. Внутренняя кромка пылевого диска лежит на расстоянии около 900 миллионов километров от звезды. Диск расширяется во всех направлениях от звезды, образуя симметричную воронкообразную структуру. Исследователи также выявили второй источник света на расстоянии около 300 миллионов километров от главной звезды. Этот очень близко расположенный к центральной звезде компаньон, по всей вероятности, тоже является красным гигантом несколько меньших массы и возраста, чем L2 Кормы. Комбинация большого количества пыли вокруг медленно умирающей звезды и присутствия звезды-компаньона считается необходимым для формирования биполярной планетарной туманности. Таким образом, возможно, L2 Кормы через некоторое время породит планетарную туманность.
Кроме расширяющегося диска, исследователи обнаружили у L2 Кормы два конуса вещества, выходящих из диска перпендикулярно ему. Внутри этих конусов находятся два длинных, медленно закручивающихся газовых шлейфа. Изучив точки выхода этих шлейфов, наблюдатели заключили, что один из них, по всей вероятности, является продуктом взаимодействия между веществом, выброшенным из L2 Кормы, звёздным ветром звезды-компаньона и световым давлением, а другой либо порожден столкновением звездных ветров от обеих звезд системы, либо связан с наличием аккреционного диска вокруг звезды-компаньона.